# Dorstiana aethiopica
Dorstiana aethiopica là một loài bướm đêm trong họ Noctuidae.